# Ainharbe
Ainharbe (en francès i oficialment Ainharp) és un municipi francès del departament dels Pirineus Atlàntics, a la regió de la Nova Aquitània i al territori històric de Zuberoa, al País Basc del Nord. Limita amb les comuns d'Arüe-Ithorrotze-Olhaibi al nord, Lohitzüne-Oihergi al nord-oest, Ezpeize-Ündüreine i Bildoze-Onizepea a l'est, Maule-Lextarre al sud-est i Garindaine i Urdiñarbe al sud.

## Demografia
| Evolució de la població |      |      |      |      |      |      |      |      |
| 1793                    | 1800 | 1806 | 1821 | 1831 | 1836 | 1841 | 1846 | 1851 |
| 402                     | 341  | 456  | 340  | 411  | 433  | 408  | 416  | 390  |

| 1856 | 1861 | 1866 | 1872 | 1876 | 1881 | 1886 | 1891 | 1896 |
| ---- | ---- | ---- | ---- | ---- | ---- | ---- | ---- | ---- |
| 381  | 400  | 385  | 345  | 333  | 304  | 292  | 294  | 267  |

| 1901 | 1906 | 1911 | 1921 | 1926 | 1931 | 1936 | 1946 | 1954 |
| ---- | ---- | ---- | ---- | ---- | ---- | ---- | ---- | ---- |
| 272  | 270  | 294  | 278  | 267  | 254  | 266  | 255  | 221  |

| 1962 | 1968 | 1975 | 1982 | 1990 | 1999 | 2006 | 2011 | 2016 |
| ---- | ---- | ---- | ---- | ---- | ---- | ---- | ---- | ---- |
| 208  | 194  | 186  | 181  | 161  | 142  | -    | -    | -    |

| 2019 | - | - | - | - | - | - | - | - |
| ---- | - | - | - | - | - | - | - | - |
| -    | - | - | - | - | - | - | - | - |